# نبرد کولیکوف
نبرد کولیکوف در سپتامبر ۱۳۸۰ میلادی میان ارتش اردوی زرین (تحت فرمان مامای) و روسای قلمروهای روسیه (تحت فرماندهی متحد شاهزاده دیمیتری دونسکی) رخ داد. این نبرد در میدان کولیکوف در نزدیکی رودخانه دن (در حال حاضر استان تولا در روسیه) رخ داد و شاهزاده دیمیتری برنده جنگ بود.
گرچه این پیروزی سلطه مغول بر روسیه را پایان نداد ولی بیشتر مورخان روس آن را به عنوان نقطه عطفی در افول قدرت مغول و افزایش قدرت مسکو می‌دانند. این روند در نهایت منجر به استقلال مسکو و شکل‌گیری دولت روسیه مدرن شد.